# Bokklubben Svalan
Bokklubben Svalan grundades av Bonniers nyåret 1942, med en inriktning mot återtryck (reprint). Grundandet skedde efter att konkurrerande förlaget Tiden två år tidigare startat sin Tidens bokklubb. Klubben avvecklades 2020. 
Svalan initierades med en massiv reklamkampanj och lockade redan första året 45 000 medlemmar. Förläggaren Adam Helms var Svalans första direktör.
Från början skedde distribution och medlemsvärvning via bokhandeln. Under 1950-talet övergick man dock till direktförsäljning, sedan man byggt upp ett eget nät av telefonförsäljare.
Svalan hade 1967 passerat 100 000 medlemmar. 1996 var medlemsantalet ungefär 45 000.
Svalans Svenska Klassiker började ges ut 1955, och Svalans Lyrikklubb startades 1963.